# Долинні розсипи
Долинні розсипи (рос. долинные россыпи, англ. valley placers, нім. Talseifen f pl) – алювіальний тип розсипів, що утворюються в річкових долинах. Д.р. втратили зв'язок з руслом і відділені від нього товщею пухких пустих порід. Д.р. - це найпоширеніший тип алювіальних розсипів золота, платини, олова, титану і алмазів. Д.р. приурочені до корінного ложа долини (плотика), перекриваються алювіальними, схиловими, льодовиковими, морськими, вулканогенними породами, потужністю до 300 і більше м. Морфологія і запаси корисних мінералів знаходяться відповідно до розмірів долин: в долинах малих водотоків переважають стрічкоподібні розсипи з високими концентраціями, але невеликими запасами; у великих долинах - стрічкоподібні, ізометричні, гніздові. Найбільші запаси корисних мінералів зосереджені в розсипах долин сер. розмірів.